# 奧普斯特德 (明尼蘇達州)
奧普斯特德（英語：Opstead）是位於美國明尼蘇達州密爾湖縣東賽德鎮區的一個非建制地區。

## 歷史
奧普斯特德的郵局於1889年設立，其後於1933年停運。

## 地理
奧普斯特德所處的海拔為高於海平面399米（即1309英呎），而該地所採用的時區為UTC-6，即北美中部時區（CST）。同時該地設有夏令時間，為UTC-6調快一小時，即UTC-5（CDT）。